# Anna Grostøl

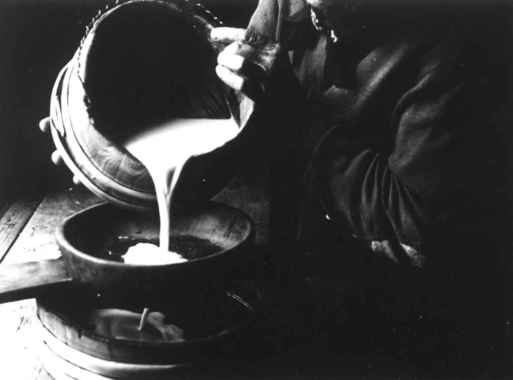
Zpracování syrovátky v Setesdalu, 1940, Norské lidové muzeum

Anna Grostøl (30. dubna 1894, Farsund – 4. ledna 1962, Borre) byla norská učitelka, fotografka a folkloristka působící v obci Lista, Vest-Agder. Většinu svého života trávila shromažďováním znalostí a dokumentace o starých řemeslech a řemeslných technikách a pracovní postupy z celé země, od Vest-Agderu na jihu až po Finnmark na severu.

## Životopis
V roce 1915 Anna Grostøl vystudovaal Kristiansand, a až do roku 1920 pracovala jako učitelka, nejdříve v Gjerstadu v Aust-Agder, pak ve Vennesla v Vest-Agderu. V roce 1920 učila v Opplandu. Neustále rozšiřovala své kompetence o kurzy kreslení, školu v domácnosti, kurzy tkaní, výuku na ženské průmyslové škole v Oslu a učitelskou školu.
Ve třicátých a čtyřicátých letech měla každý rok fundraisingové výlety na různá místa v zemi. Okres Vest-Agder byl obzvláště dobře navštěvován. Její práce byla různorodá, s fotografickými, filmovými a textilními vzorky a dalšími ukázkami práce a řemesel souvisejících se staršími přírodními domácnostmi v norských vesnicích.
Poté, co Anna Grostøl zemřela, byly její sbírky systematizovány členy rodiny a darovány Norské Akademii věd. V roce 1976 byla sbírka převedena na Norské Lidové Muzeum a pojmenována jak Sbírka Anny Grostølové. Velká část fotografické dokumentace je v současné době k dispozici na webových stránkách norského lidového muzea a DigitaltMuseum.

## Dílo
- 1918 Sprang. Ein handarbeidsteknikk som er gløymd. (For Bygd og By 1918. s. 152 - 153.)
- 1921 Gamle norske kniplingar Sprang - Bregding. (For Bygd og By 1921)
- 1932 Sprang - med arbeidsteikningar. Olaf Norlis forlag 1932. Tanum-Nordli 1977.
- 1945 Norsk bygdetekstil. Norsk Tidend 7. februar 1945.
- 1946 Bygdeklede i Vest-Agder.
- 1947 Litt om kvinne-bunad i Vest-Agder
- 1950 Grenevev. Nordens Husflidsforbund.
- 1955 Heime-yrke. Utgitt av Vest-Agder fylke.

## Galerie

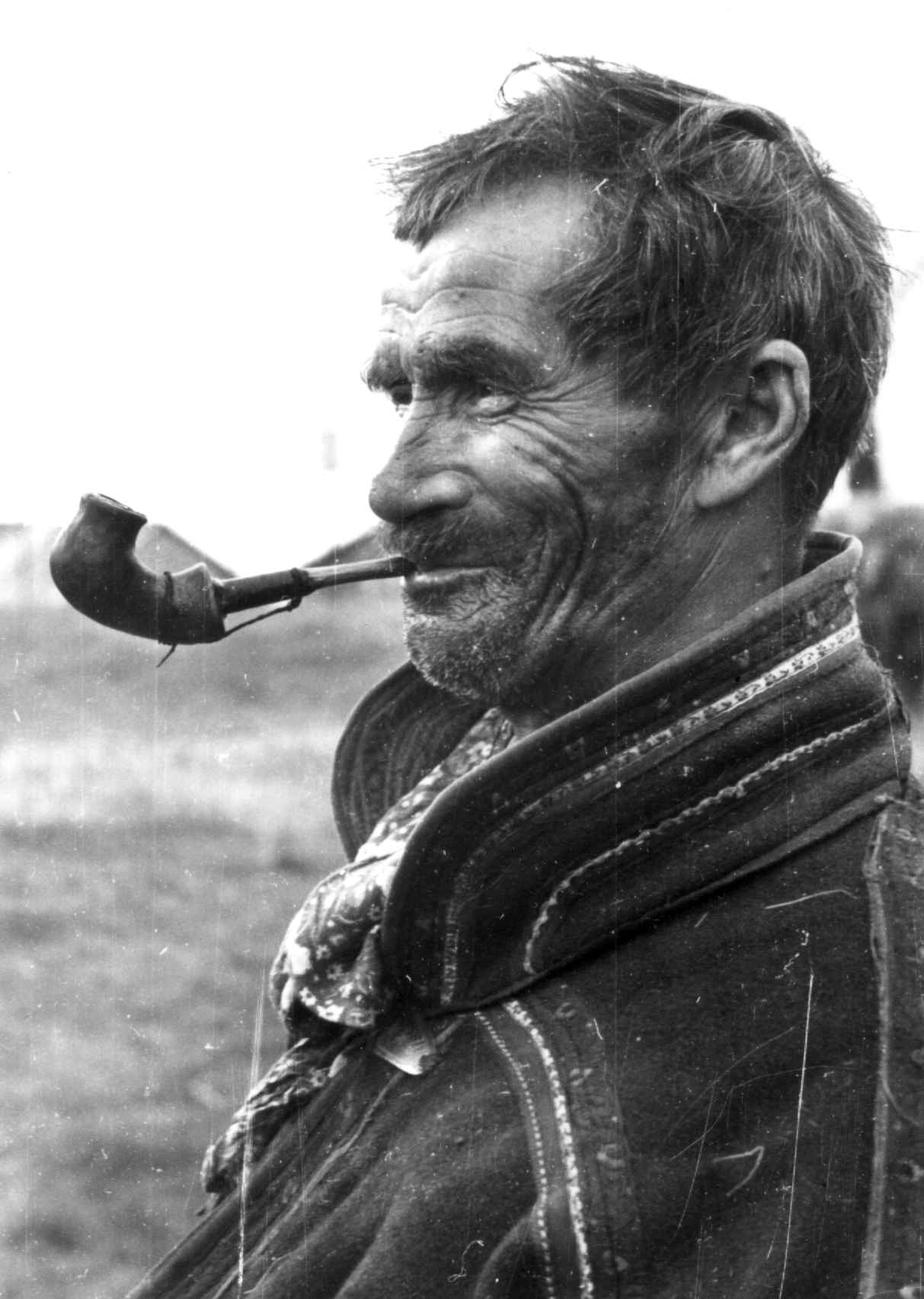
Portrett av en mann med pipe. Olderdalen, Kåfjord, Troms 1947 - Norsk folkemuseum
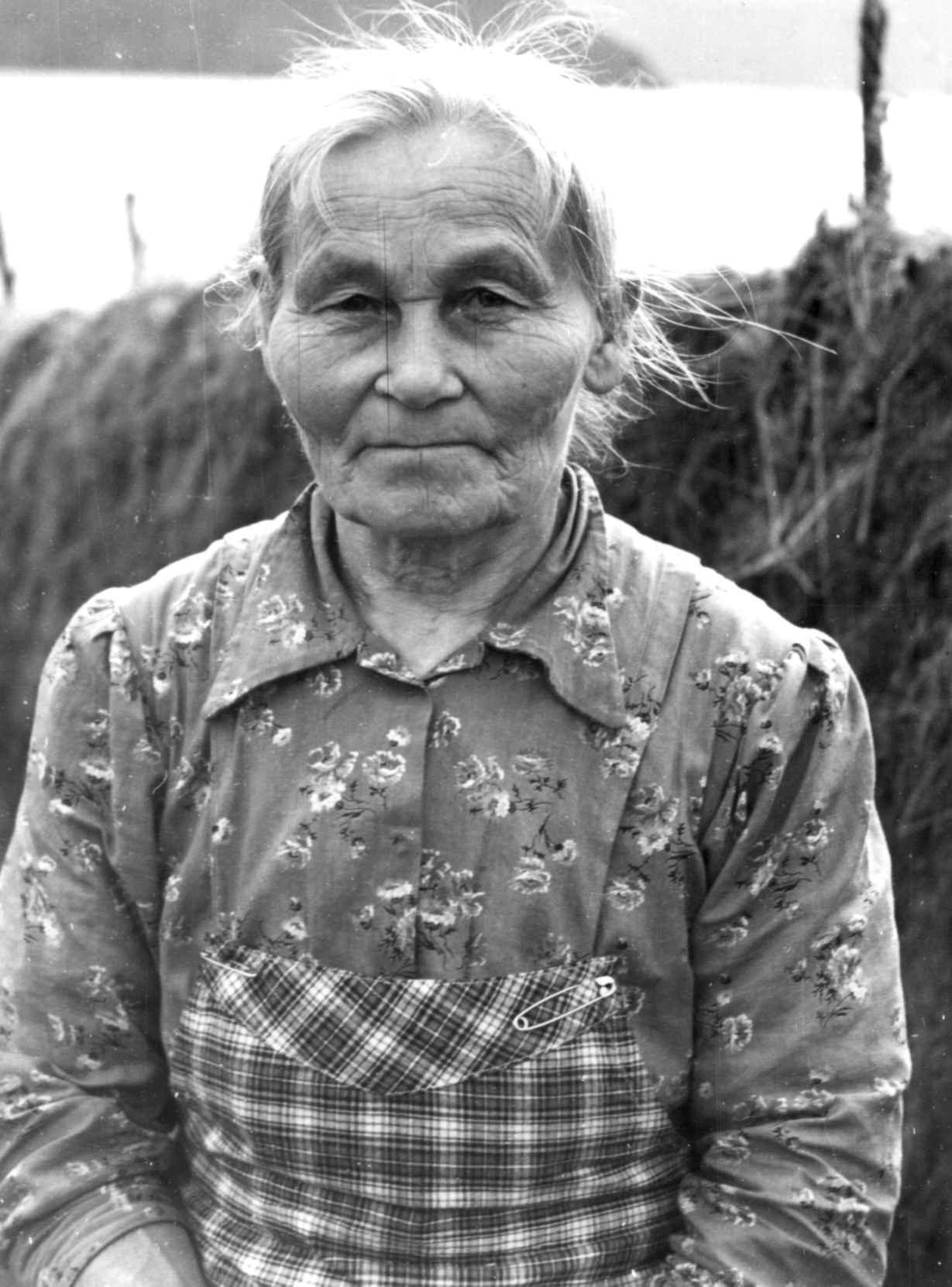
Portrett av en samekvinne, ukjent. Olderdalen, Kåfjord, Troms 1947 - Norsk folkemuseum
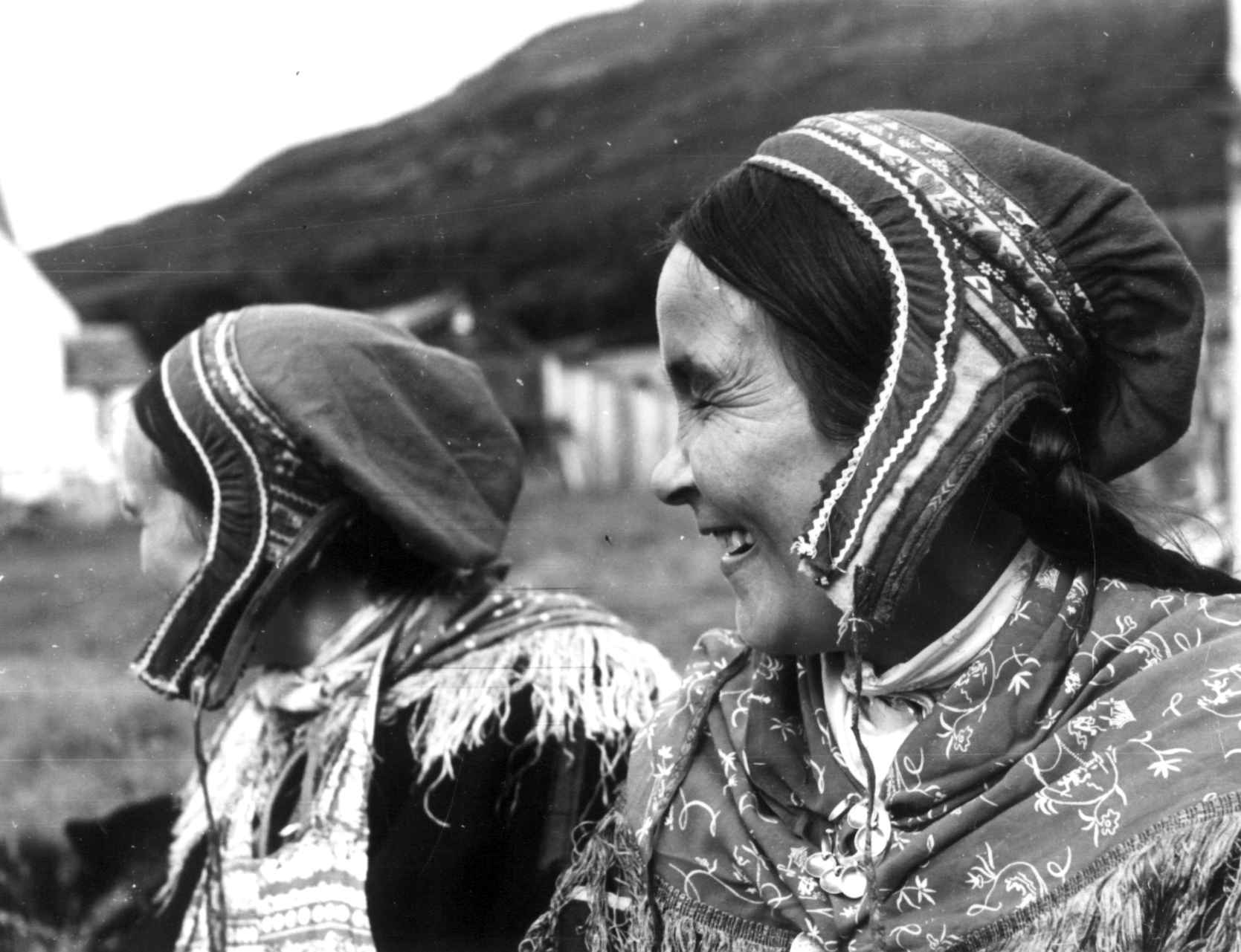
Portrett av to samekvinner, ukjente. Olderdalen, Kåfjord, Troms 1947 - Norsk folkemuseum
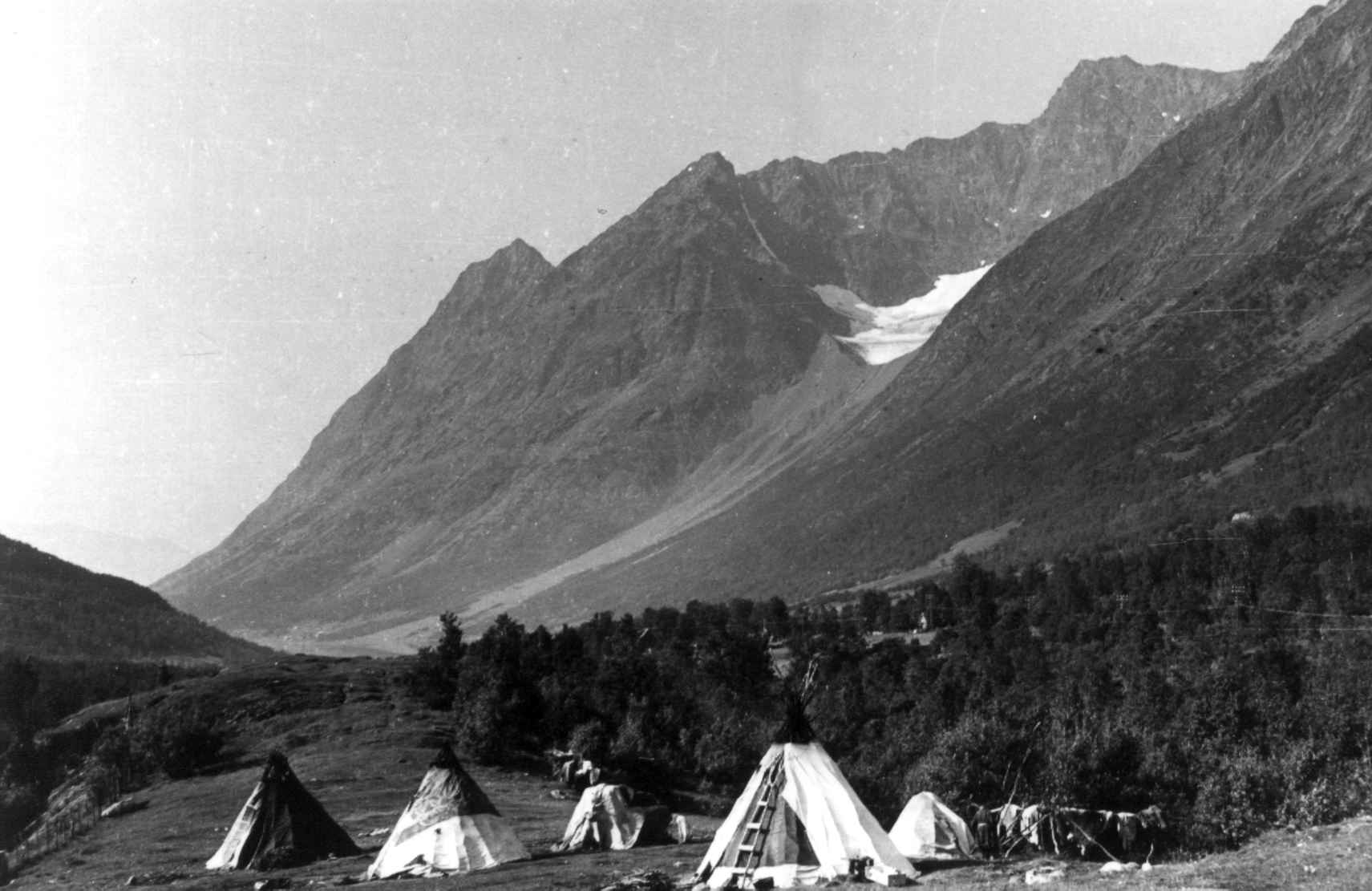
Sameleir med telt. Lyngen, Troms 1947 - Norsk folkemuseum
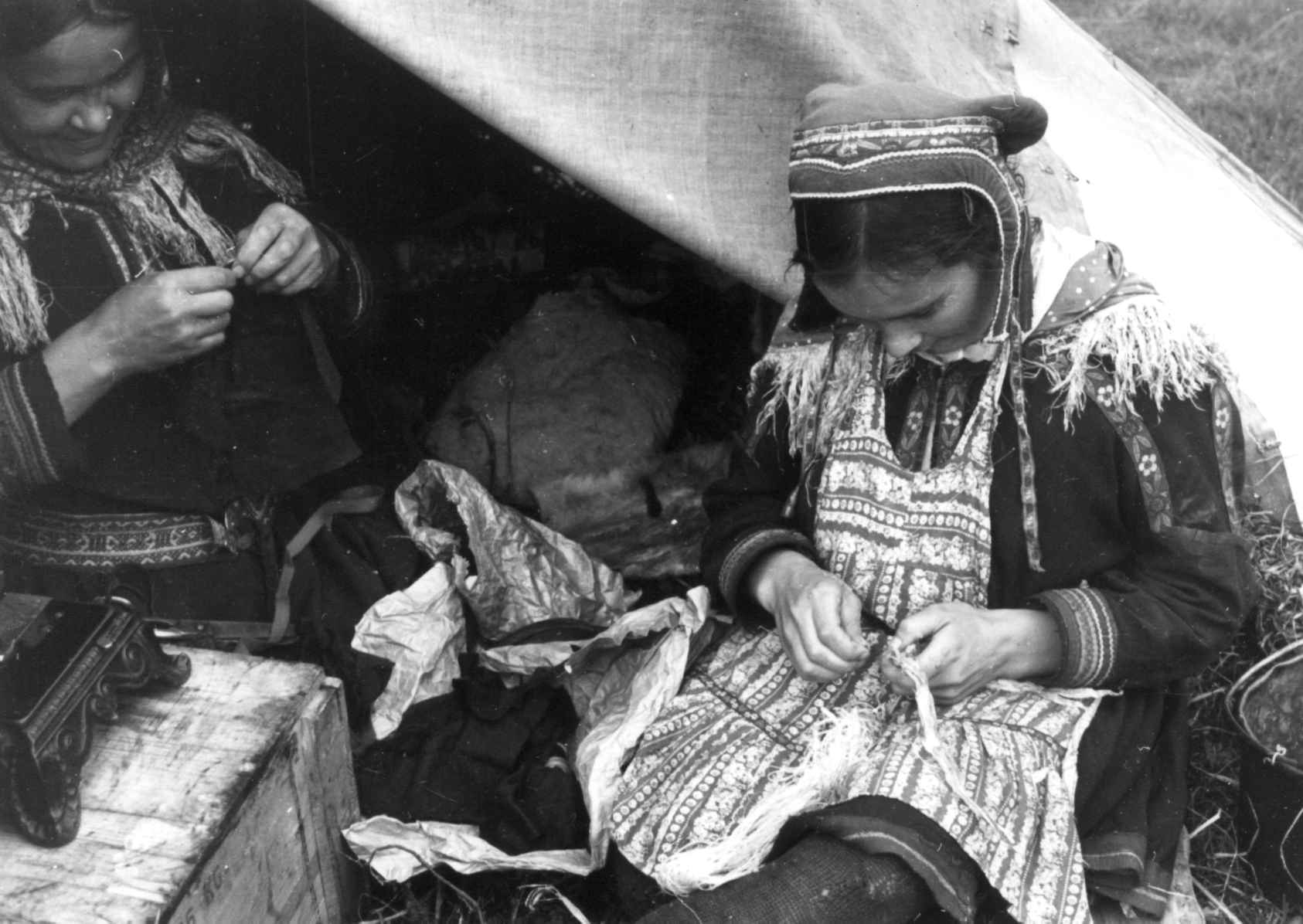
To kvinner arbeider med skinn og senetråd. Olderdalen, Kåfjord, Troms 1947 - Norsk folkemuseum
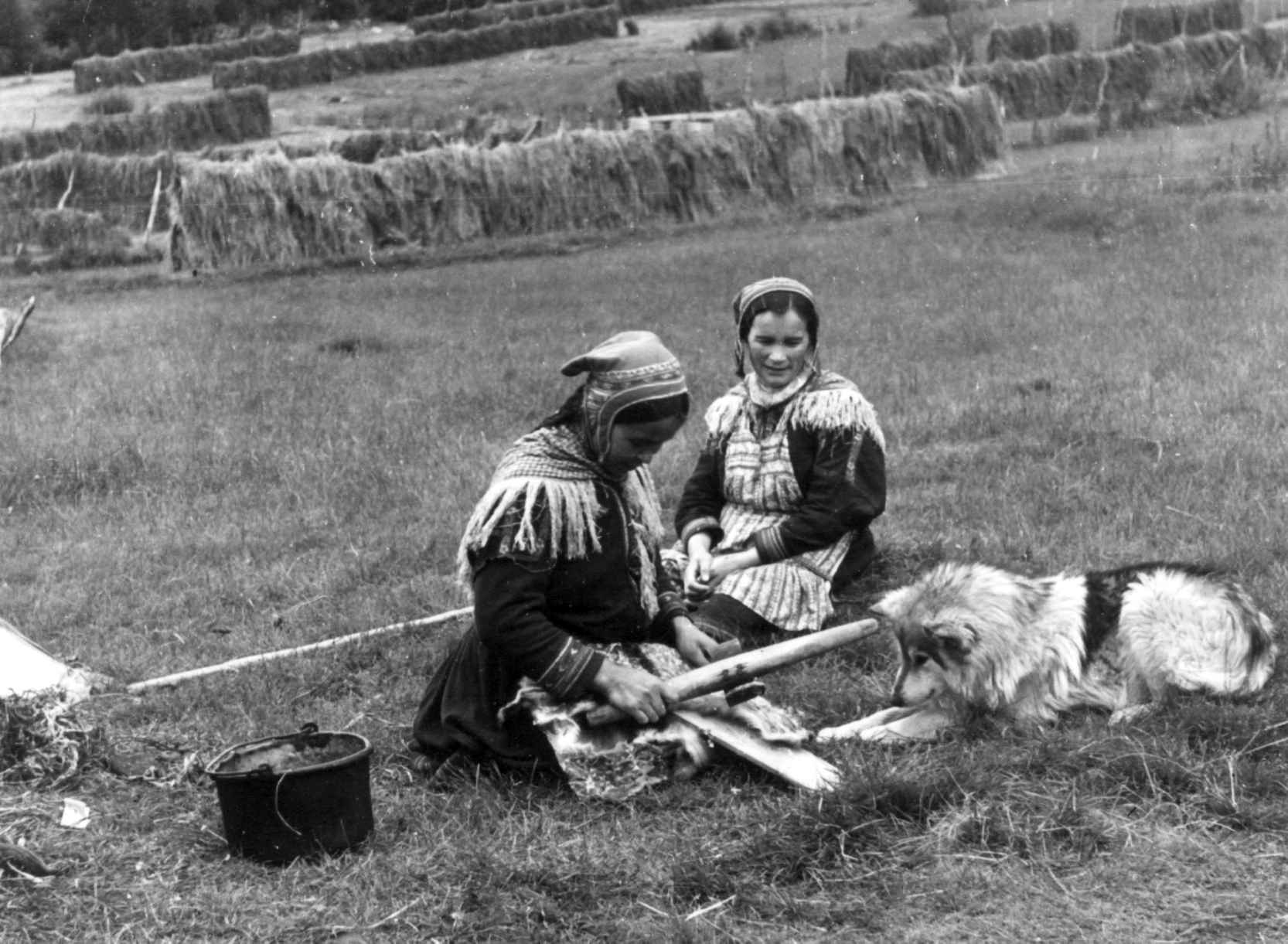
To kvinner bearbeider skinn, en hund ligger ved siden av. Olderdalen, Kåfjord, Troms 1947 - Norsk folkemuseum
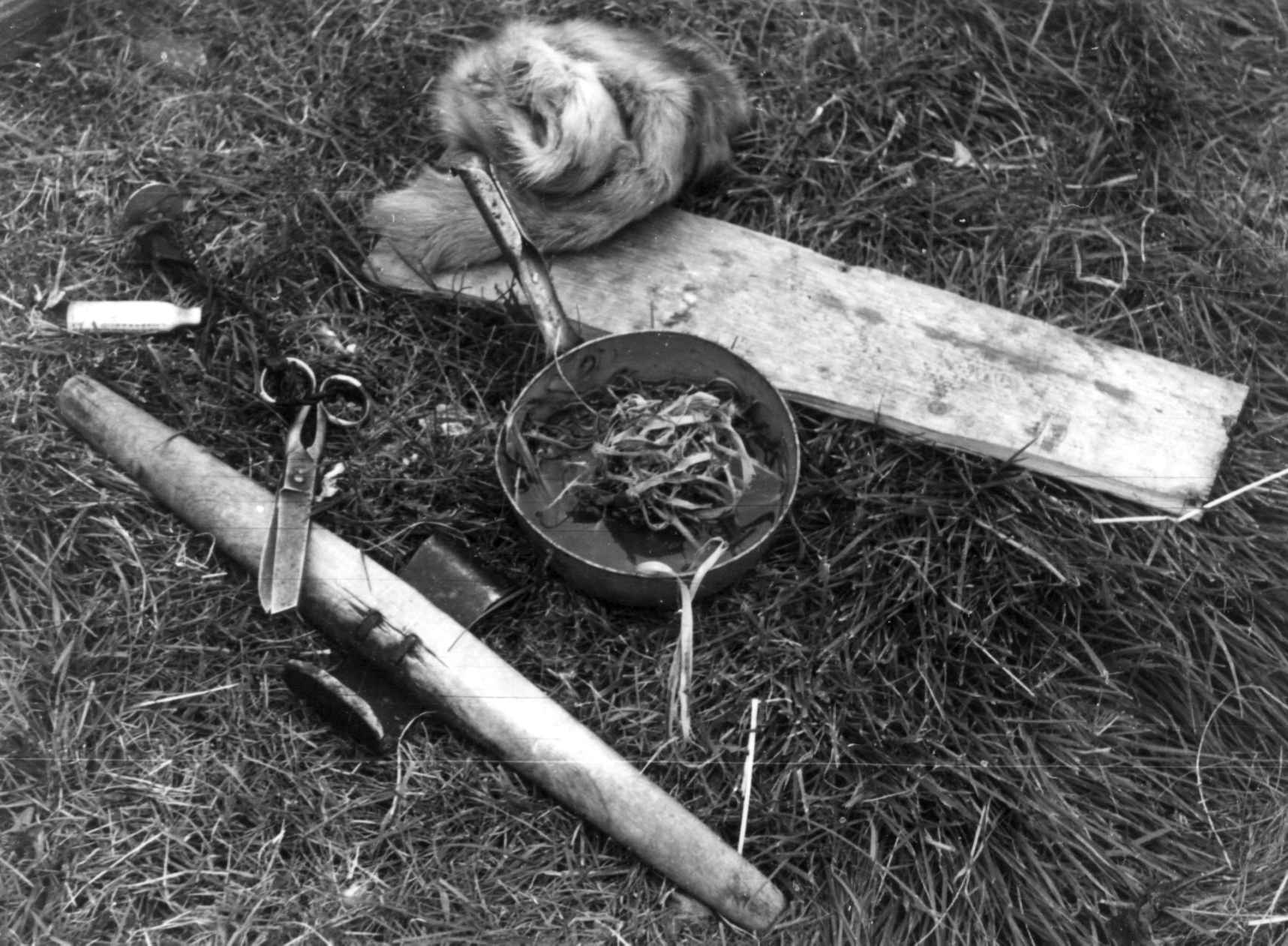
Et skinn og redskap til skinnberedning. Olderdalen, Kåfjord, Troms 1947 - Norsk folkemuseum